# 奈良県立美術館
奈良県立美術館（ならけんりつびじゅつかん）は、奈良県奈良市にある美術館。
風俗史研究家・日本画家の吉川観方から寄贈された近世日本画、浮世絵、美術工芸品のコレクションを基礎に、1973年開館した。後に、同じく近世日本絵画や浮世絵などからなる由良哲次のコレクション、奈良県出身の工芸家・富本憲吉の作品コレクション、具体美術協会の他、日本の戦後現代美術のコレクターであった大橋化学工業株式会社社長・大橋嘉一のコレクションを収集した。2018年現在、所蔵品は4,100点を超える。

## 主な収蔵品
絵画
- 伝雪舟― 秋冬山水図
- 曾我蕭白― 美人図（18世紀）
- 竹内栖鳳― 保津川（1888年）
- 久米桂一郎― 清水秋景図（山径晩暉）（1893年）
- 普門暁― 鹿、青春、光り、交叉（1920年）
- 浜田葆光― 水辺の鹿（1932年）
- 上村松園― 春宵（1936年）
- 須田剋太― 新緑の東大寺（1968年）
- 絹谷幸二― チェスキーニ氏の肖像（1986年）
- 平山郁夫― 長安の残輝（1987年）

版画、浮世絵
- 東洲斎写楽― 松本米三郎のしのぶ（1794年）
- 歌川広重― 名所江戸百景・亀戸梅屋舗（1857年）、魚づくし・いなだとふぐ
- 西川祐信― 美人若衆見立高砂図  江戸時代（18世紀）

書跡
- 豊臣秀吉― 豊臣秀吉朱印状　柘植左京亮宛（1590年）

陶芸
- 富本憲吉― 白磁八角壺（1932年）、磁器色絵円に花模様大角飾筥（1941年）、磁器赤地金銀彩羊歯模様蓋付飾壺（1953年）

## 主な施設
- 展示室1～9
- 会議室
- 講義室
- 図書室
- ブックショップ
- 休憩コーナー

## 建築概要
- 設計― 片山光生
- 竣工― 1973年
- 構造・規模― SRC造、地上2階・地下1階
- 敷地面積― 5,780m2
- 延床面積― 5,451m2

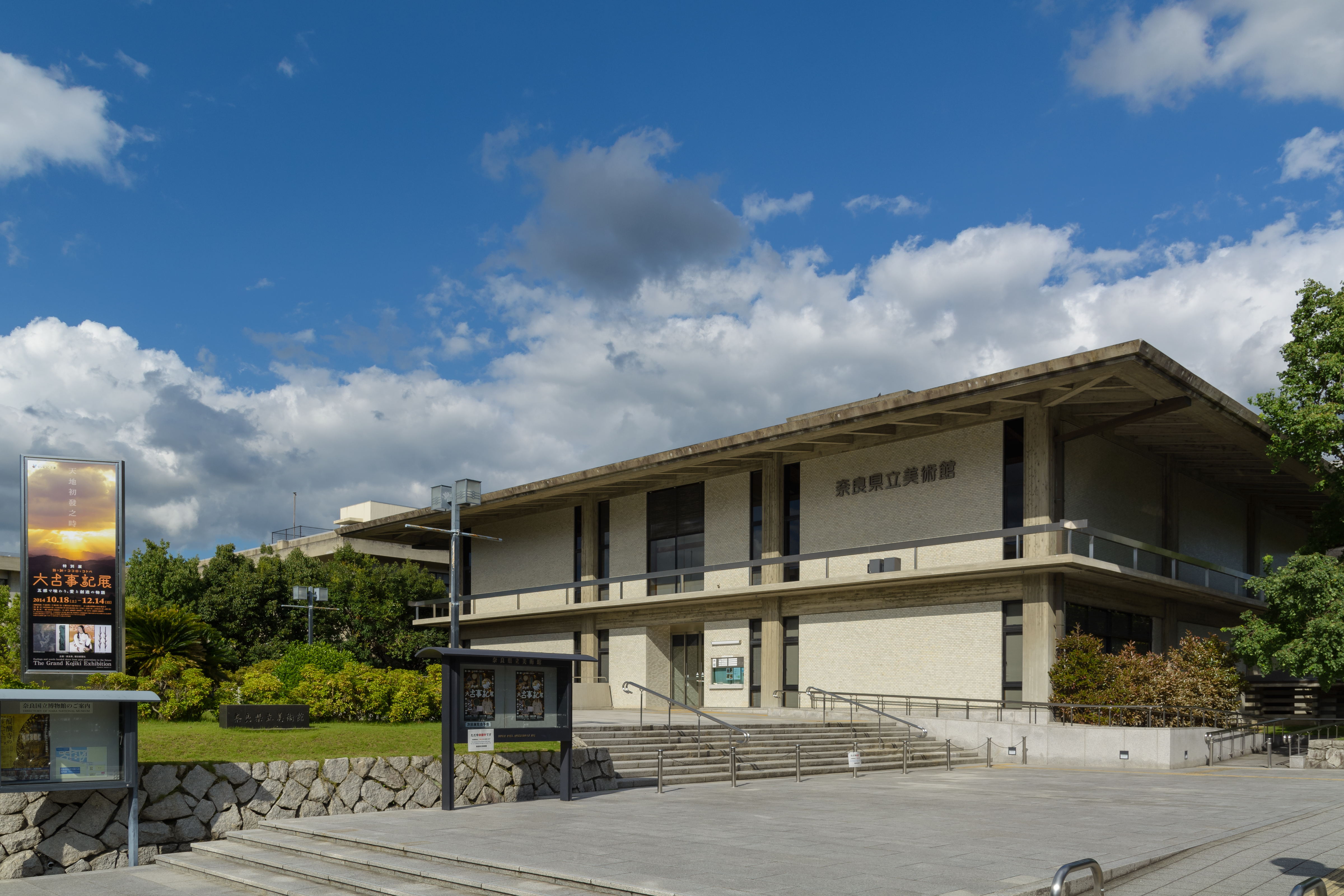
奈良県文化会館側より

- 所在地― 〒630　奈良県奈良市登大路町10-6

## 交通アクセス
- 近鉄奈良線 近鉄奈良駅 徒歩5分
- 市内循環バスで「県庁前」下車すぐ

## 周辺情報
- 奈良国立博物館[2]
- 興福寺
- 東大寺
- 猿沢池
- 奈良公園
- 奈良きたまち
- 奈良町
- 奈良女子大学